# Lodi (província)
A província de Lodi é uma província italiana da região da Lombardia com cerca de 195 474 habitantes, densidade de 249 hab/km². Está dividida em 61 comunas, sendo a capital Lodi.
Faz fronteira a norte com a província de Milão, a este com a província de Cremona, a sul com a região da Emília-Romanha (província de Placência) e a oeste com a província de Pavia.
Foi constituída em 1992 com 61 comunas desanexadas da província de Milão.